# Kanton Vézins-de-Lévézou
Der Kanton Vézins-de-Lévézou war von 1847 bis 2015 ein französischer Wahlkreis im Département Aveyron und in der Region Midi-Pyrénées. Er umfasste vier Gemeinden im Arrondissement Millau; sein Hauptort (frz.: chef-lieu) war Vézins-de-Lévézou. Die landesweiten Änderungen in der Zusammensetzung der Kantone brachten im März 2015 seine Auflösung.
Der Kanton Vézins-de-Lévézou war 203,23 km2 groß und hatte 1757 Einwohner (Stand: 2012).

## Gemeinden
| Gemeinde                 | Einwohner (Stand: 2022) | Code postal | Code Insee |
| ------------------------ | ----------------------- | ----------- | ---------- |
| Saint-Laurent-de-Lévézou | 157                     | 12620       | 12236      |
| Saint-Léons              | 427                     | 12780       | 12238      |
| Ségur                    | 540                     | 12290       | 12266      |
| Vézins-de-Lévézou        | 650                     | 12780       | 12294      |